# Nyikolaj Mihajlovics Hlopotyin
Nyikolaj Mihajlovics Hlopotyin, oroszul: Николай Михайлович Хлопотин (1913. december 13. – 1991. augusztus 24.) orosz nemzetközi labdarúgó-játékvezető.

## Pályafutása

### Nemzetközi játékvezetés
Az Szovjet labdarúgó-szövetség Játékvezető Bizottsága (JB) terjesztette fel nemzetközi játékvezetőnek, a Nemzetközi Labdarúgó-szövetség (FIFA) 1959-től tartotta nyilván bírói keretében. Az aktív nemzetközi játékvezetéstől 1959-ben  búcsúzott. Válogatott mérkőzéseinek száma: 2.

## Statisztika

### Nemzetközi válogatott mérkőzései
| #  | Dátum               | Helyszín                       | Hazai         | Eredmény | Vendég     | Kiírás     | Gólok | Esemény |
| -- | ------------------- | ------------------------------ | ------------- | -------- | ---------- | ---------- | ----- | ------- |
| 1. | 1959. június 28.    | Budapest, Népstadion           | Magyarország  | 3 – 2    | Svédország | barátságos | -     |         |
| 2. | 1959. augusztus 30. | Varsó, Stadion Dziesięciolecia | Lengyelország | 2 – 3    | Románia    | barátságos | -     |         |
|    | Összesen            |                                |               | 2        | mérkőzés   |            |       |         |